# Фенинген
Фенинген (њем. Venningen) општина је у њемачкој савезној држави Рајна-Палатинат. Једно је од 74 општинска средишта округа Зидлихе Вајнштрасе. Према процјени из 2010. у општини је живјело 948 становника. Посједује регионалну шифру (AGS) 7337077.

## Географски и демографски подаци
Фенинген се налази у савезној држави Рајна-Палатинат у округу Зидлихе Вајнштрасе. Општина се налази на надморској висини од 134 метра. Површина општине износи 9,9 km². У самом мјесту је, према процјени из 2010. године, живјело 948 становника. Просјечна густина становништва износи 96 становника/km².